# William Hunter Workman
 (avril 2019).
Si vous disposez d'ouvrages ou d'articles de référence ou si vous connaissez des sites web de qualité traitant du thème abordé ici, merci de compléter l'article en donnant les références utiles à sa vérifiabilité et en les liant à la section « Notes et références ».
William Hunter Workman, né le 16 février 1847 à Worcester (Massachusetts) et mort le 10 octobre 1937 à Newton (Massachusetts), est un médecin, géographe, explorateur et auteur américain. Il est le mari de Fanny Bullock Workman. C'est lui qui donne envie à sa femme de faire de l'alpinisme. Ensemble, ils traversent l'Espagne, la Suisse, la France, l'Italie, l'Algérie, l'Inde.
En Inde, ils traversent l'Himalaya et le Karakoram. Là-bas, William pratique souvent son métier de médecin pour pouvoir survivre pendant ces longs et périlleux voyages où ils transportèrent 9 kilos de bagages sur leurs vélos dernier cri.